# Ibiara
Ibiara is een gemeente in de Braziliaanse deelstaat Paraíba. De gemeente telt 6.304 inwoners (schatting 2009).